# South Brother Island

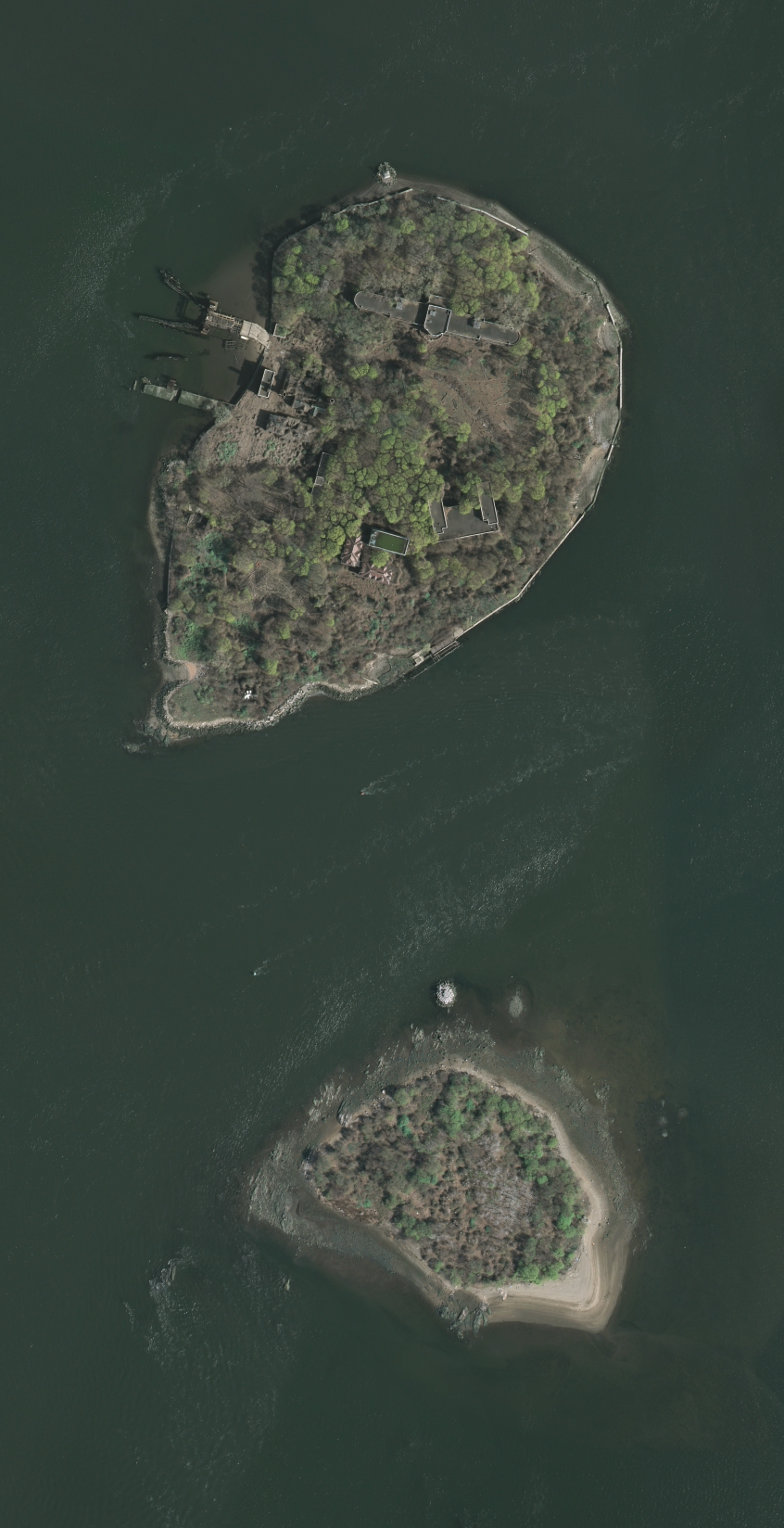
South Brother y North Brother Islands.

La isla hermano del sur o South Brother Island es una pequeña isla de 2,83 hectáreas situada en el East River, entre el Bronx y Rikers Island, en Nueva York. Está en el lado de la North Brother Island de la qué no la separan más que algunos centenares de metros; juntas las dos Brother Island tienen un área de 81423 m². Hasta los años 1960, la isla formaba parte del distrito de Queens, pero hoy forma parte del distrito del Bronx. La isla ha sido privada mucho tiempo, y Jacob Ruppert, antiguo magnate de la cervecería y antiguo propietario del equipo de béisbol de los New York Yankees tenía una casa de verano, pero nadie ha vivido en la isla desde entonces, y no existen más viviendas. La isla es actualmente la propiedad de Hampton Scows, empresa con sede en Long Island, que paga rigurosamente las tasas de propiedad cada año, pero no tiene ningún plan para renovar la isla. La empresa había adquirido la isla por la suma de 10 dólares en 1975.
La isla recubierta de matorrales y de un bosque denso protege diferentes especias de pájaros, como los martinetes comunes entre otros.